# Vanilla imperialis
Vanilla imperialis Kraenzl., 1896 è una pianta della famiglia delle Orchidacee, originaria dell'Africa.

## Descrizione
V. imperialis è un'orchidea di taglia grande, che cresce nel terreno (geofita). Lo stelo, a crescita monopodiale, è erboso e rampicante e porta  foglie amplessicauli, da ellittico-oblunghe ad ovali, da acute ad ottuse all'apice, di colore verde scuro bluastro. La fioritura avviene mediante infiorescenze ascellari a racemo, ramificate lunghe una quindicina di centimetri, ricoperte di brattee strettamente embricate e portanti diversi fiori, ma contemporaneamente ne fioriscono massimo tre. Questi sono molto appariscenti, grandi mediamente 10 centimetri spessi, gradevolmente profumati, con petali e sepali di forma lanceolata, ad apice acuto, verde chiaro e labello a margine molto frastagliato, bianco con un caratteristico bordo violaceo..

## Distribuzione e habitat
V. imperialis è una pianta originaria dell'Africa, e più precisamente di Ghana, Costa d'Avorio, Sierra Leone, Congo, Guinea Equatoriale, Gabon, Zaire, Tanzania, Uganda e Angola, dove cresce terricola, a quote intorno ai 900-1200 metri sul livello del mare.

## Coltivazione
Questa specie richiede esposizione all'ombra, teme i raggi diretti del sole, e temperature elevate nel periodo della fioritura, da ridurre nella fase di riposo.